# Metriolagria affinis
Metriolagria affinis là một loài bọ cánh cứng trong họ Tenebrionidae. Loài này được Boisduval miêu tả khoa học năm 1835.